# Deutsche Fußballmeisterschaft 1928/29
Die zweiundzwanzigste deutsche Fußballmeisterschaft wurde wie im Vorjahr erst sehr spät beendet. Erst Ende Juli stand der neue deutsche Meister fest. Der Grund war allerdings diesmal nicht die Teilnahme der Nationalmannschaft an einem großen Fußballturnier, sondern der extrem kalte Winter, durch den die Spielpläne in den Regionen durcheinanderkamen. Daher standen die meisten Regionalvertreter erst Ende Mai fest und demzufolge konnte die Endrunde erst am 9. Juni beginnen.
Eine weitere Verzögerung ergab sich durch die Halbfinalspiele. Im Duell zwischen Hertha BSC und dem 1. FC Nürnberg hatte es nach 150 Minuten Spielzeit keinen Sieger gegeben und das Spiel musste wiederholt werden, was das Finale noch einmal um zwei Wochen hinausschob.
Die Titelkämpfe brachten einen neuen, allerdings auch tragischen Rekord. Als erste deutsche Mannschaft erreichte Hertha BSC zum vierten Mal in Folge das Finale; allerdings verließ die Mannschaft auch zum vierten Mal als Verlierer den Platz. Doch das Ergebnis war bei diesem Endspiel fast schon nebensächlich. Der DFB hatte das Finalduell nach Nürnberg vergeben. Die Anhänger des 1. FCN glaubten, die Halbfinalniederlage gegen die Hertha (es war die erste richtige Niederlage der Nürnberger bei einer Meisterschafts-Endrunde und das erste Mal, dass sie bei einer Teilnahme nicht das Finale erreichten) sei auf Fehlentscheidungen des Schiedsrichters zurückzuführen gewesen und bereiteten den Berlinern einen feindseligen und hasserfüllten Empfang. Das Spiel stand mehrmals kurz vor dem Abbruch. Es war so auch nicht überraschend, dass die Herthaner zum zweiten Male gegen die Fürther den Kürzeren zogen. Es war der dritte Titelgewinn für die SpVgg und die achte Meisterschaft für die Region Nürnberg/Fürth.
Beim ATSB feierte Lorbeer Hamburg seinen ersten Titelgewinn, bei der Deutschen Turnerschaft ging die Meisterschaft an TV 1846 Mannheim. Die Deutsche Jugendkraft spielte in diesem Jahr erneut keinen Meister aus.

## Teilnehmer an der Endrunde
| Verein                 | Qualifiziert als                                         |
| VfB Königsberg         | Nordostdeutscher Meister                                 |
| FC Titania Stettin     | Nordostdeutscher Vizemeister                             |
| Preußen Hindenburg     | Südostdeutscher Meister                                  |
| Breslauer SC 08        | Südostdeutscher Vizemeister                              |
| Hertha BSC             | Meister Berlin-Brandenburg                               |
| Tennis Borussia Berlin | Vizemeister Berlin-Brandenburg                           |
| Dresdner SC            | Mitteldeutscher Meister                                  |
| SC Wacker Leipzig      | Mitteldeutscher Pokalsieger                              |
| Hamburger SV           | Norddeutscher Meister                                    |
| Holstein Kiel          | Norddeutscher Vizemeister                                |
| FC Schalke 04          | Westdeutscher Meister                                    |
| Meidericher SV         | Westdeutscher Vizemeister                                |
| Fortuna Düsseldorf     | Sieger der westdeutschen Qualifikation zum 3. Teilnehmer |
| 1. FC Nürnberg         | Süddeutscher Meister                                     |
| FC Bayern München      | Süddeutscher Vizemeister                                 |
| SpVgg Fürth            | Sieger der süddeutschen Qualifikation zum 3. Teilnehmer  |

## Achtelfinale
| Datum         |                        | Ergebnis             | !Stadion                                                |
| ------------- | ---------------------- | -------------------- | ------------------------------------------------------- |
| 9. Juni 1929  | Preußen Hindenburg     | 1:8 (0:7)            | Hertha BSC \|Gleiwitz, Jahnstadion                      |
| 9. Juni 1929  | VfB Königsberg         | 1:2 (0:1)            | Breslauer SC 08 \|Königsberg, Sportplatz Steffeckstraße |
| 16. Juni 1929 | Holstein Kiel          | 1:6 (1:5)            | 1. FC Nürnberg \|Hamburg, Sportplatz Hoheluft           |
| 16. Juni 1929 | Meidericher SV         | 2:3 (0:2)            | Hamburger SV \|Duisburg, Wedaustadion                   |
| 16. Juni 1929 | FC Bayern München      | 3:0 (1:0)            | Dresdner SC \|München, Heinrich-Zisch-Stadion           |
| 16. Juni 1929 | SC Wacker Leipzig      | 1:5 (0:4)            | FC Schalke 04 \|Leipzig, Fortuna-Stadion                |
| 16. Juni 1929 | Tennis Borussia Berlin | 3:2 n. V. (2:2, 1:0) | FC Titania Stettin \|Berlin, Preussen-Platz             |
| 16. Juni 1929 | SpVgg Fürth            | 5:1 (1:1)            | Fortuna Düsseldorf \|Nürnberg, Zabo                     |

## Viertelfinale
| Datum         |                 | Ergebnis             | !Stadion                                         |
| ------------- | --------------- | -------------------- | ------------------------------------------------ |
| 30. Juni 1929 | 1. FC Nürnberg  | 3:1 (1:1)            | Tennis Borussia Berlin \|Fürth, Ronhof           |
| 30. Juni 1929 | FC Schalke 04   | 1:4 (1:0)            | Hertha BSC \|Dortmund, Kampfbahn Rote Erde       |
| 30. Juni 1929 | Hamburger SV    | 0:2 (0:1)            | SpVgg Fürth \|Altona, Bahrenfelder Stadion       |
| 30. Juni 1929 | Breslauer SC 08 | 4:3 n. V. (3:3, 1:1) | FC Bayern München \|Breslau, Sportpark Grüneiche |

## Halbfinale
| Datum        |             | Ergebnis  | !Stadion                                         |
| ------------ | ----------- | --------- | ------------------------------------------------ |
| 7. Juli 1929 | SpVgg Fürth | 6:1 (2:1) | Breslauer SC 08 \|Frankfurt am Main, Waldstadion |
| 7. Juli 1929 | Hertha BSC  | 0:0 n. V. | 1. FC Nürnberg \|Berlin, Poststadion             |

### Wiederholungsspiel
| Datum         |            | Ergebnis  | !Stadion                                  |
| ------------- | ---------- | --------- | ----------------------------------------- |
| 21. Juli 1929 | Hertha BSC | 3:2 (1:1) | 1. FC Nürnberg \|Düsseldorf, Rheinstadion |

## Finale
| SpVgg Fürth                                              | SpVgg Fürth | Hertha BSC | Hertha BSC |
| -------------------------------------------------------- | --- | --- | ---------- |
| SpVgg Fürth                                              | \| Sonntag, 28. Juli 1929 in Nürnberg (Städtisches Stadion) \| \| Ergebnis: 3:2 (1:1) \| \| Zuschauer: 50.000 \| \| Schiedsrichter: Peco Bauwens (Köln) \|      | \| Sonntag, 28. Juli 1929 in Nürnberg (Städtisches Stadion) \| \| Ergebnis: 3:2 (1:1) \| \| Zuschauer: 50.000 \| \| Schiedsrichter: Peco Bauwens (Köln) \|         | Hertha BSC |
| SpVgg Fürth                                              | Hans Neger – Hans Hagen, Hans Krauß – Paul Röschke, Ludwig Leinberger, Konrad Krauß – Heinrich Auer, Karl Rupprecht, Andreas Franz, Georg Frank, Georg Kießling | Paul Gehlhaar – Emil Domscheidt, Gerhard Schulz – Otto Leuschner, Ernst Müller, Willi Völker – Hans Ruch, Johannes Sobek, Otto Fritze, Bruno Lehmann, Willi Kirsei | Hertha BSC |
| SpVgg Fürth                                              | 1:0 Auer (14.) 2:1 Frank (66.) 3:2 Rupprecht (85.) | 1:1 Sobek (43.) 2:2 Sobek (76.) | Hertha BSC |
| SpVgg Fürth                                              | Schulz (63.) | | Hertha BSC |
| Sonntag, 28. Juli 1929 in Nürnberg (Städtisches Stadion) | | |            |
| Ergebnis: 3:2 (1:1)                                      | | |            |
| Zuschauer: 50.000                                        | | |            |
| Schiedsrichter: Peco Bauwens (Köln)                      | | |            |

## Torschützenliste
| Spieler | Spieler        | Verein          | Spiele | Tore |
| ------- | -------------- | --------------- | ------ | ---- |
| 1.      | Johannes Sobek | Hertha BSC      | 5      | 6    |
| 2.      | Karl Rupprecht | SpVgg Fürth     | 4      | 5    |
| 3.      | Fritz Blaschke | Breslauer SC 08 | 3      | 4    |
| 4.      | Georg Frank    | SpVgg Fürth     | 4      | 4    |
| 4.      | Andreas Franz  | SpVgg Fürth     | 4      | 4    |
| 4.      | Josef Hornauer | 1. FC Nürnberg  | 4      | 4    |